# 長岡義幸
長岡 義幸（ながおか よしゆき、1962年（昭和37年） - ）は、フリーランスのジャーナリスト。

## 略歴
福島県小高町（現・南相馬市）出身。国立福島工業高等専門学校、早稲田大学第二文学部3年編入後、中退（除籍）。出版業界紙『新文化』（新文化通信社）記者を経て、フリーランス（インデペンデント）記者に。執筆分野は、出版の自由、出版流通、子どもの権利、労働問題（労働者協同組合）など。雑誌『創』や『みんなの図書館』などに記事を掲載している。

## 著作

### 単著
- 『出版時評ながおかの意見　1994-2002』ポット出版、2002年1月。ISBN 4-939015-39-4。
- 『「わいせつコミック」裁判　松文館事件の全貌!』道出版、2004年1月。ISBN 4-86086-011-X。 - 年表あり。
- 『出版をめぐる冒険　利益を生みだす〈仕掛け〉と〈しくみ〉全解剖』アーク出版、2004年6月。ISBN 4-86059-017-1。
  - 甄西 訳 (2006-6) (中国語). 出版大冒险. 国際文化出版公司. ISBN 780173114X
- 『発禁処分』道出版〈「わいせつコミック」裁判 高裁篇〉、2005年8月。ISBN 4-86086-024-1。
- 『出版と自由　周縁から見た出版産業』出版メディアパル、2009年。ISBN 978-4-902251-95-1。
- 『マンガはなぜ規制されるのか　「有害」をめぐる半世紀の攻防』平凡社〈平凡社新書 556〉、2010年11月。ISBN 978-4-582-85556-2。 - 注：帯に宮台真司の推薦あり。

### 共著
- 胡正則 共著『特化した棚づくり　物語のある本屋』アルメディア、1994年11月。ISBN 4-900913-03-0。